# Tormenta de pasiones
Tormenta de pasiones é uma telenovela peruana, produzida pela Alomi e exibida em 2006 pelo Panamericana Televisión.

## Elenco
- Vanessa Terkes
- Alejandro La Madrid
- Alejandra Lazcano
- Katia Condos
- Sebastián Ligarde
- Ivonne Fraysinet
- Gerado Albarran